# Sasha Fábrega
Sasha Jeaneth Fábrega Bósquez (* 23. Oktober 1990 in Santiago) ist eine panamaische Fußballtorhüterin.

## Karriere

### Verein
Im März 2023 wechselte Fábrega Bósquez vom Tauro FC zu CAI de La Chorrera.

### Nationalmannschaft
Für die panamaische A-Nationalmannschaft kam sie im November 2018 zu ihrer ersten bekannten Nominierung. Sie war Teil des Kaders bei den Panamerikanischen Spielen 2019. Ihr Debüt im Tor hatte sie in der Qualifikation für die Olympischen Sommerspiele 2020, als sie am 1. Februar 2020 bei einer 0:8-Niederlage gegen die USA zur 33. Minute für Yenith Bailey eingewechselt wurde. Am 2. April 2020, bei einer 0:6-Niederlage gegen Haiti, stand sie erstmalig in der Startelf.
Weitere Einsätze erhielt sie im Februar 2022 in der Qualifikation für die CONCACAF W Championship 2022, bei denen sie gegen Belize und Barbados die Null hielt. Fábrega Bósquez wurde im Folgejahr für den Kader zur WM 2023 nominiert, erhielt als Nummer zwei hinter Bailey jedoch keine Einsätze bei dem Turnier.